# 克里夫顿·麦克内利
克里夫顿·麦克内利（英語：Clifton McNeely，1919年6月22日—2003年12月26日），美国职业篮球运动员，1947年BAA选秀的状元，也是NBA有史以来的首位状元。
麦克内利当时是被匹兹堡铁人所选中的，但是他選擇成為一名高中籃球隊教練，所以在聯盟中連一秒鐘都沒有出賽過。他和吉恩·迈尔齐奥瑞成为BAA/NBA历史上唯二没有任何出场记录的状元。